# مؤسسه تحقیقات جنوب غربی

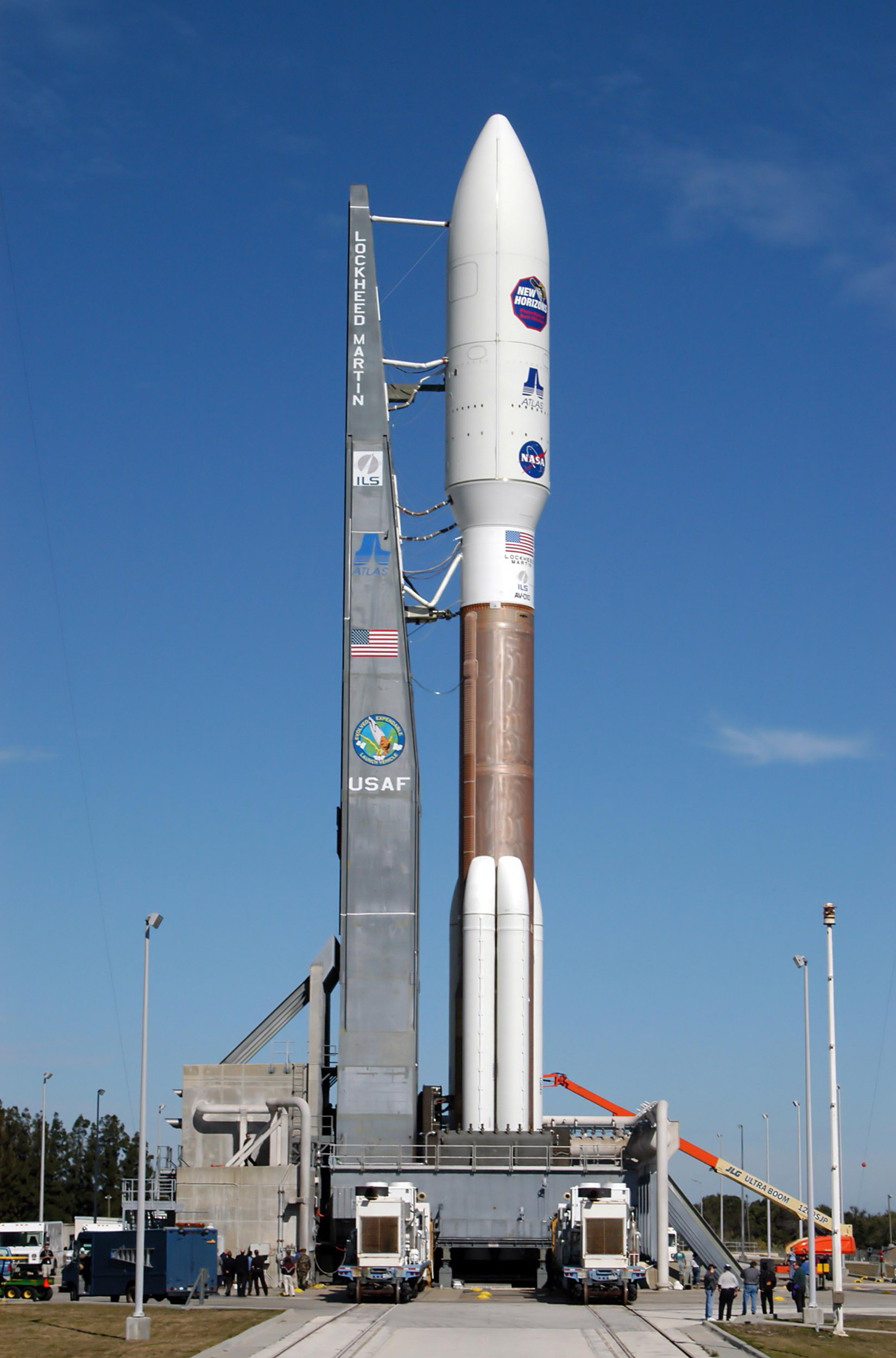
موشک اطلس-۵ حاوی قمر تحقیقاتی نیوهورایزنز که اکثر قسمت‌های آن ساختهٔ مؤسسهٔ تحقیقات جنوب‌غربی است

مؤسسهٔ تحقیقات جنوب‌غربی (به انگلیسی: Southwest Research Institute) از بزرگ‌ترین و قدیمی‌ترین مؤسسات تحقیقاتی خصوصی در ایالات متحدهٔ آمریکا است.
این مؤسسه در سال ۱۹۴۷ تأسیس گردید و در سن آنتونیو قرار دارد.
در سال ۲۰۱۰ این مؤسسه بیش از ۵۴۸ میلیون دلار درآمد به‌دست آورد. پرسنل ۳٬۰۰۰ نفری این آزمایشگاه خصوصی تاکنون ۹۸۰ نوآوری و اختراع را به ثبت رسانیده‌اند. این مؤسسه پیمانکار عمدهٔ دولت آمریکا و بسیاری از دیگر مؤسسات آمریکایی است. این مؤسسه شامل ۹ بخش فنی که ارائهٔ خدمات چند رشته‌ای و حل مسئله در زمینه‌های گوناگون مهندسی و علوم فیزیکی است. بیش از ۴٬۰۰۰ پروژه در این مؤسسه همیشه در هر زمان فعال هستند. هزینهٔ این پروژه‌ها را معمولاً و به طور تقریب به صورت نصف نصف دولت آمریکا و مؤسسات دیگر ذی‌نفع می‌پردازند.